# Greg Brunner
Greg Brunner, né le 15 juin 1983, à Charles City, dans l'Iowa, est un joueur des États-Unis naturalisé suisse de basket-ball. Il évolue au poste de pivot.

## Biographie
En novembre 2013, il est nommé co-MVP de la première journée de l'EuroChallenge avec Maxime De Zeeuw. Brunner marque 22 points (à 10 sur 13 au tir) et prend 9 rebonds pour une évaluation de 31 dans la victoire de son équipe face à Okapi Aalstar.

## Palmarès
- Coupe de Belgique 2008

## Référence
1. ↑  « De Zeeuw And Brunner Share Week 1 MVP », FIBA Europe, 7 novembre 2013